# Dylew (gromada)
Dylew (od 1 I 1960 Mogielnica) – dawna gromada, czyli najmniejsza jednostka podziału terytorialnego Polskiej Rzeczypospolitej Ludowej w latach 1954–1972.
Gromadę Dylew z siedzibą GRN w Dylewie utworzono – jako jedną z 8759 gromad2 – w powiecie grójeckim w woj. warszawskim, na mocy uchwały nr VI/10/5/54 WRN w Warszawie z dnia 5 października 1954. W skład jednostki weszły obszary dotychczasowych gromad Dylew, Gracjanów, Jastrzębia (bez miejscowości Jastrzębia kolonia i Jastrzębia parcela), Modrzewina, Odcinki Dylewskie, Sielec i Wodziczna ze zniesionej gminy Rykały, miejscowości Izabelin, Górki i Kaplin z miasta Mogielnica, enklawa zniesionej gminy Borowe położona na terenie miasta Mogielnica oraz obszar dotychczasowej gromady Kozietuły Nowe ze zniesionej gminy Błędów w tymże powiecie. Dla gromady ustalono 15 członków gromadzkiej rady narodowej.
29 lutego 1956 do gromady Dylew przyłączono część wsi Kozietuły Stare, stanowiącą enklawę we wsi Kozietuły Nowe w gromadzie Dylew, z gromady Wólka Łęczeszycka w tymże powiecie.
1 stycznia 1960 do gromady Dylew przyłączono wieś Kozietuły ze znoszonej gromady Wólka Łęczeszycka oraz wsie Dobiecin, Dziumin, Główczyn, Główczyn Towarzystwo, Marysin, Miechowice, Pawłowice i Popowice ze znoszonej gromady Dańków w tymże powiecie; z gromady Dylew wyłączono natomiast wsie Modrzewina i Sielec, włączając je do gromady Goszczyn w tymże powiecie; równocześnie siedzibę GRN gromady Dylew przeniesiono z Dylewa do miasta Mogielnica (nie wchodzącego w skład gromady) i zmieniając nazwę jednostki na gromada Mogielnica.